# Hans Georg Karl Anton von Ribbeck

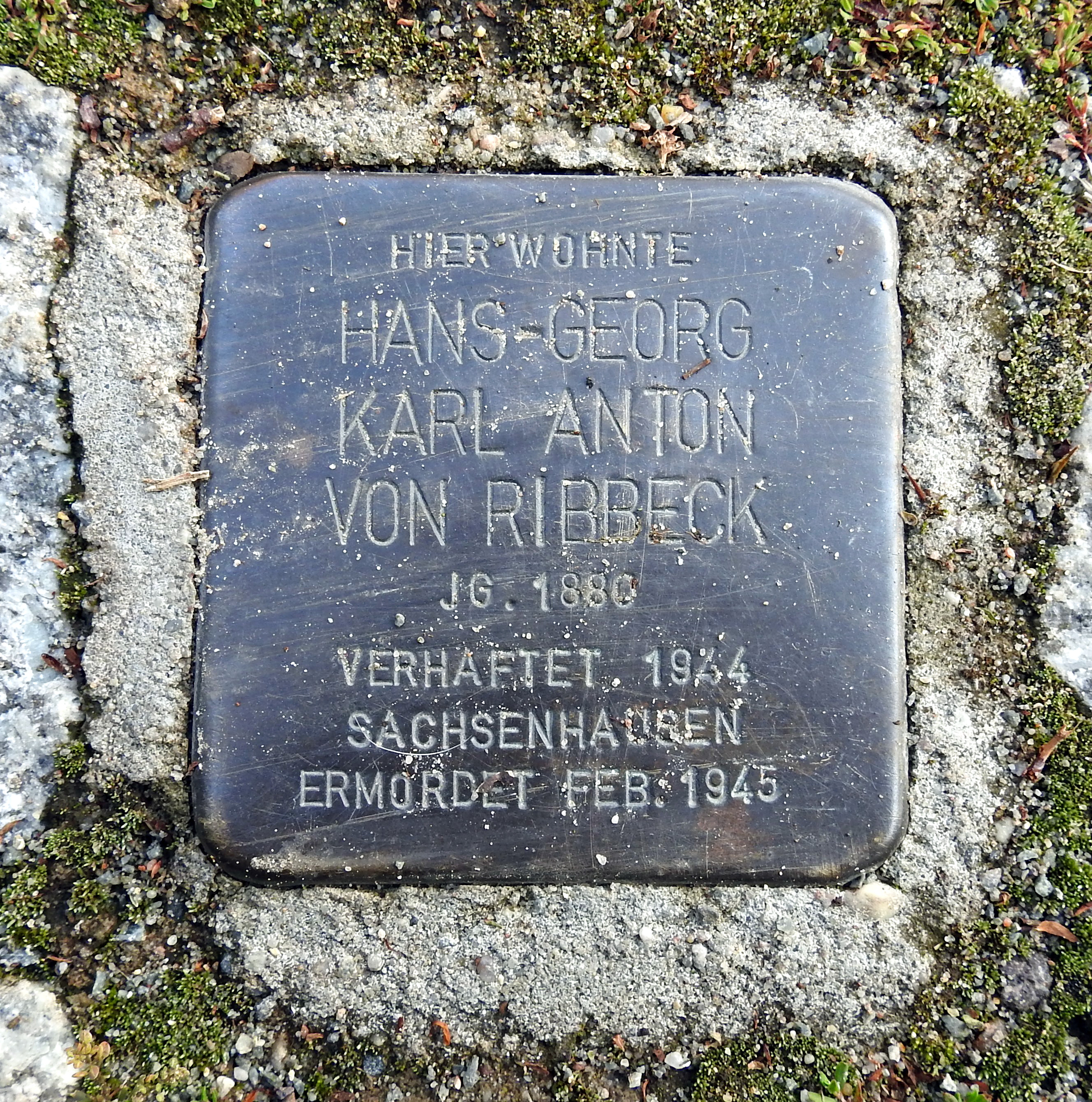
Stolperstein für Hans-Georg Karl Anton von Ribbeck in Ribbeck (2017)

Hans Georg Karl Anton von Ribbeck (* 5. Juli 1880 in Bagow; † 15. Februar 1945 im KZ Sachsenhausen) war ein deutscher Gutsbesitzer und Gegner des NS-Regimes.

## Leben
Ribbeck stammt aus einer alten Gutsbesitzerfamilie mit gleichnamigem Stammsitz Ribbeck bei Nauen. Er wurde als Urenkel und Sohn von brandenburgischen Gutsherren und Offizieren geboren, die Familie gehört zum mittelmärkischen Uradel. Sein Vater, der Leutnant Henning von Ribbeck (1856–1896), hatte die Rittergüter Ribbeck und Bagow als Eigentum. Seine Mutter Adelheid war eine geborene von Krosigk-Hohenerxleben (1859–1927).
Die Schulzeit erlebte er auf der Ritterakademie Brandenburg. Danach folgte die Militärzeit beim Magdeburgischen Husaren-Regiment Nr. 10 der Preußischen Armee als Leutnant. Im Ersten Weltkrieg wurde Ribbeck Rittmeister der Reserve, lernte zuvor Landwirtschaft. Hans von Ribbeck-Ribbeck war über vier Jahrzehnte Gutsherr auf Ribbeck mit Bagow im damaligen Kreis Westhavelland.

## Familie
Hans von Ribbeck heiratete 1906 in Ribbeck Marie-Agnes Freiin von Schele (1880–1967), Tochter des Generalleutnants Friedrich von Schele und der Emma Freiin von Hammerstein-Equord, die als Witwe in Ribbeck lebte. Mit Marie-Agnes hatte er zwei Töchter und drei Söhne. Lebensmittelpunkt war das Herrenhaus Ribbeck, welches er sechzehnjährig im Minorat früh erbte und dann baulich erneuern ließ.

## Gutsbesitzer im Widerstand
Ribbeck übernahm 1896 das Rittergut Ribbeck, etwas später noch 1904 in der Nähe den alten Nebensitz Bagow. Der Umfang der Besitzungen blieb von 1896 bis 1929 konstant, gesamt 2460 ha. Hans von Ribbeck-Ribbeck war Kirchenpatron in beiden Gemeinden. Früh trat er dem Johanniterorden ein. Ribbeck wurde dort 1916 Ehrenritter und 1925 Rechtsritter, außerdem Mitglied der Brandenburgischen Provinzialgenossenschaft. Die genealogische Fachliteratur umschreibt seine Person als konservativ, er war Mitglied im Stahlhelm. Ribbeck trat nicht in die SA über und wurde während des 30. Juni 1934 kurz verhaftet. In der längst gleichgeschalteten Deutschen Adelsgenossenschaft war er aber mit seiner Frau und den Brüdern Mitglied. Seine zweite Verhaftung, mit dem Forschungsstand von Kurt Finker, am 18. April 1944 führte dann in den Tod. Er kam ins KZ Sachsenhausen. Nach allen Forschungen und dem Totenbuch der dortigen Gedenkstätte ist sein Todestag der 15. Februar 1945. Zur Verhaftung kam es wegen einer Denunziation. Unabhängig der formellen Enteignungen nach 1944 und 1947 war als Erbe auf Ribbeck der Sohn Henning bestimmt, für Bagow sein Bruder Hans-Georg von Ribbeck.
Am 11. Juni 2013 wurde für Hans Georg Karl Anton von Ribbeck am Schloss Ribbeck ein Stolperstein verlegt.
Die Nachfahren leben heute wieder im Ort und haben sich 1999 in einem Vergleich mit den Behörden verständigt, auch weil rechtlich nicht zu klären war, ob Hans Georg Karl Anton von Ribbeck durch seine Inhaftierung die Verfügungsgewalt über seine Güter verlor oder nicht, und im Grundbuch keine Eintragung über eine frühere Enteignung vor 1945 vollzogen wurde.